# Rafael Ábalos
Rafael Ábalos (Archidona, 1956. október 12. –) spanyol bestseller szerző. Magyarországon megjelent műve e Grimpow – A láthatatlan út című gyermek fantasy regény.
Ábalos leghíresebb regényében ötvözi Tolkien: A Gyűrűk Ura nagyszabású történetmesélését és Dan Brown: A Da Vinci-kód rejtjelzett cselekményvezetését.

## Élete
1956. október 12-én született a spanyolországi Archidona városban (Málaga tartományban). Jogi diplomát szerzett a granadai egyetemen.
1984 óta él Fuengirolában, ahol ügyvédként dolgozik, mellette egyetemen tanít, professzor a málagai egyetemen.

## Művei
- Bufo soñador en la galaxia de la tristeza (2000)
- El visitante del laberinto (2001)
- Grimpow, el camino invisible[2] (2005) – Grimpow, a láthatatlan út (2011)
- Kôt (2007)
- Grimpow y la bruja de la estirpe (2009)
- Poliedrum (2009)
- Poliedrum. La canción del héroe (2010)
- El péndulo (2011)
- Las brumas del miedo (2017)

## Magyarul
- Grimpow. A láthatatlan út; ford. Babos Krisztina; Könyvmolyképző, Szeged, 2011